# Norma Etta Pfeiffer
Norma Etta Pfeiffer född 1889 i Chicago, död den 23 augusti 1989 i Dallas, var en amerikansk botaniker som specialiserade sig på liljeväxter och braxengräs.
Pfeiffer tog en BS 1909 vid University of Chicago och avlade doktorsexamen där 1913 med en avhandling om den av henne upptäckta Thismia americana vid 24 års ålder. Därefter undervisade hon i botanik vid University of North Dakota i tio år, innan hon flyttade till Yonkers för en anställning vid Boyce Thompson Institute for Plant Research (sedermera en del av Cornell University).
Auktorsnamnet N.Pfeiff. kan användas för Norma Etta Pfeiffer i samband med ett vetenskapligt namn inom botaniken; se Wikipediaartiklar som länkar till auktorsnamnet.